# Арсой
Арсой (чечен. Орса) — село в Веденском районе Чеченской Республики. Входит в состав Макажойского сельского поселения.

## География
Село расположено на правом берегу реки Ахкеты, в 52 км к югу от районного центра Ведено.
Ближайшие сёла и развалины: на северо-востоке — Макажой, на северо-западе — Монахой и Инкот, на юго-западе — Хиндой, на востоке — Харкарой.

## История
Арсой — родовое село тайпа Орсой.

## Население
| 2002 | 2010 |
| ---- | ---- |
| 0    | ↗1   |